# Audio de alta resolución
El audio de alta resolución, también conocido como audio de alta definición, sonido de alta definición, audio HD o Hi-Res audio (por su abreviación en inglés), se distingue por su capacidad para capturar, almacenar y reproducir grabaciones de audio y sonido con una calidad superior a la de los formatos tradicionales. Esto se logra mediante una frecuencia de muestreo superior a 44.1 kHz y una profundidad de bits mayor a 16 bits, con frecuencias comunes de 96 o 192 kHz.
Incluso se encuentran grabaciones de 44.1 kHz/24 bits, 48 kHz/24 bits y 88.2 kHz/24 bits consideradas como audio HD. La investigación en este campo se inició en los años 1980 y desde 1996, el contenido de audio de alta resolución se ha vuelto accesible en el mercado de consumo.

## Definición

Rango dinámico y anchos de banda aproximados de algunos formatos de audio de alta resolución.

El término audio de alta resolución generalmente se utiliza para referirse a archivos de música que tienen una frecuencia de muestreo y una profundidad de bits superior a la del Audio Digital de Disco Compacto (CD-DA), que opera a 44.1 kHz/16 bits.
La Recording Industry Association of America (RIAA), en colaboración con la Consumer Electronics Association, DEG: The Digital Entertainment Group, y The Recording Academy Producers & Engineers Wing, definió en junio de 2014 al audio de alta resolución como «audio sin pérdida capaz de reproducir el espectro completo de sonido de grabaciones que se han masterizado a partir de fuentes de música de calidad superior a la del CD (48 kHz/20 bits o superior), que representan lo que los artistas, productores e ingenieros originalmente pretendían».
Anteriormente, la Asociación Japonesa de Industrias de Electrónica e Informática en marzo de 2014 y la Sociedad de Audio de Japón en junio de 2014 publicaron definiciones que requerían al menos 96 kHz/24 bits con la inclusión de que «se requiere un proceso de evaluación auditiva por parte de cada solicitante».
Los formatos de archivo capaces de almacenar audio de alta resolución incluyen FLAC, ALAC, WAV, AIFF, MQA y DSD (el formato utilizado por el SACD).

## Historia
El audio de alta definición se remonta a la década de 1950, cuando se desarrollaron los primeros sistemas de grabación de audio digital. Estos sistemas utilizaban una frecuencia de muestreo de 44,1 kHz y una profundidad de bits de 16 bits, que eran las especificaciones mínimas para el audio de calidad CD.
En los años 80, surgieron los primeros sistemas de grabación de audio de alta calidad con una frecuencia de muestreo de 96 kHz y una profundidad de bits de 24 bits. Esta innovadora forma de audio fue denominada «audio de alta resolución» debido a su capacidad para brindar una calidad de sonido superior en comparación con el audio de los CD.

Logo oficial de DVD-Audio.

A medida que avanzaba la década de los 90, el audio de alta resolución se popularizaba aún más. Uno de los primeros intentos de comercializar audio de alta resolución fue High Definition Compatible Digital en 1995, una técnica de codificación/decodificación que utilizaba el audio estándar de CD. Esto fue seguido por otros dos formatos de disco óptico, el DVD-Audio y el SACD. Estos formatos empleaban frecuencias de muestreo de hasta 192 kHz y profundidades de bits de hasta 24 bits, lo que les permitía alcanzar una calidad sonora aún más elevada. Estos formatos ofrecían beneficios adicionales como el sonido envolvente de varios canales, aunque ninguno de estos logró una adopción generalizada.
En la década del 2000, la alta resolución en el ámbito del audio se volvía más accesible con la creación de nuevos reproductores de audio y servicios de streaming. Estas novedosas plataformas brindaban una manera asequible de disfrutar del audio de alta resolución, como las descargas de audio de alta resolución con HDtracks, introducidas a partir de 2008.

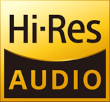
Logo oficial de Hi-Res Audio.

Posteriormente, se realizaron más intentos de comercializar audio de alta resolución en disco óptico, como Pure Audio Blu-ray en 2009 y High Fidelity Pure Audio en 2013. La competencia en la venta en línea de audio de alta resolución se intensificó en 2014 con el anuncio del servicio Pono de Neil Young.
En 2014, la Asociación de Industrias de Electrónica y Tecnologías de la Información de Japón (JEITA) anunció una especificación y un logotipo «Hi-Res Audio» acompañante para productos de audio de consumo, administrados por la Sociedad de Audio de Japón (JAS). El estándar establece mínimos de una frecuencia de muestreo de 96 kHz y una profundidad de bits de 24, y para procesos analógicos, 40 kHz. El estándar «Hi-Res Audio Wireless» relacionado además requiere el soporte para los códecs LDAC, LHDC, LC3plus y MQair.

## Beneficios

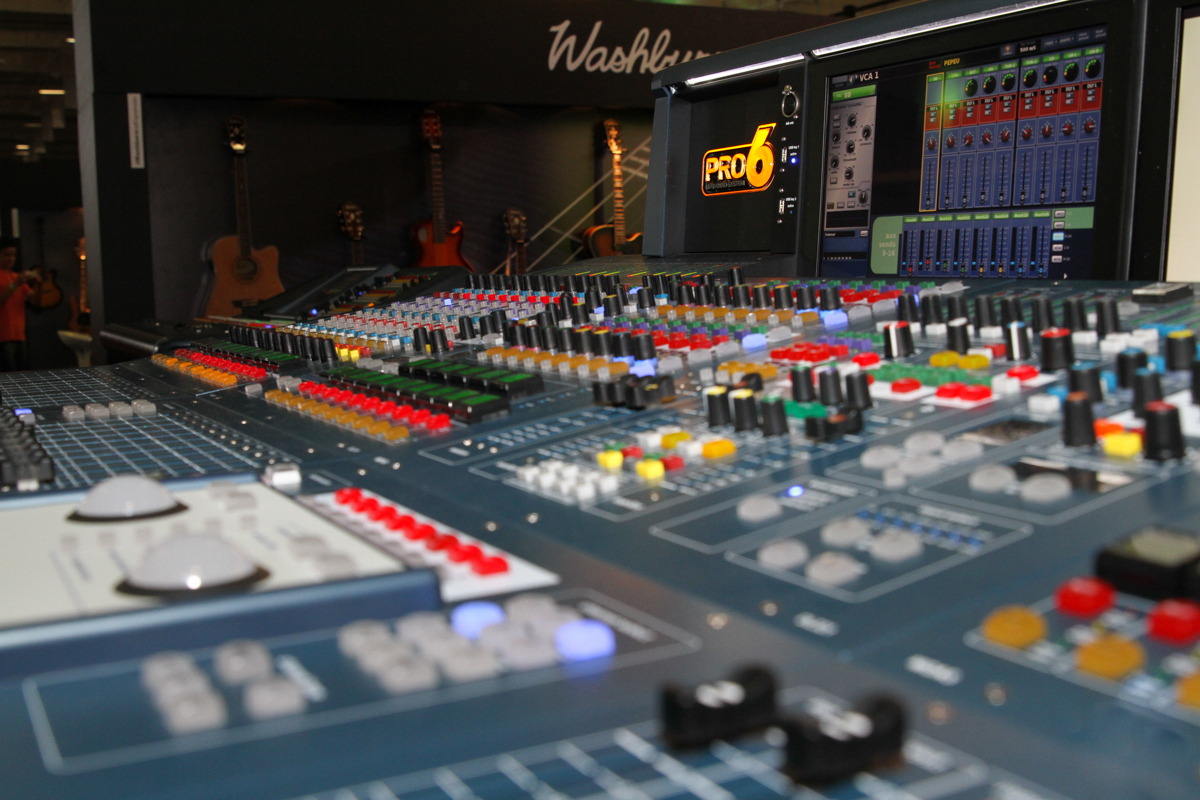
Consola de audio para producción musical en alta resolución.

El audio de alta resolución ofrece varios beneficios distintivos en comparación con los formatos de audio tradicionales. Uno de los aspectos más destacados es la reproducción más precisa y detallada del sonido original. Esto resulta en una experiencia auditiva más inmersiva, donde los matices sutiles de la música y los efectos sonoros se vuelven más evidentes para el oyente.
Asimismo, los formatos de audio de alta resolución a menudo tienen una mayor frecuencia de muestreo, lo que permite capturar frecuencias más altas y bajas que pueden enriquecer la experiencia auditiva al incluir detalles que podrían perderse en formatos de menor resolución, lo que permite una apreciación más profunda de la interpretación musical y la producción.
De la misma forma, el audio de alta resolución minimiza la pérdida de calidad y evita los artefactos de compresión que pueden estar presentes en formatos más comprimidos. Con esto, los músicos y productores pueden beneficiarse al escuchar detalles y matices de su interpretación que pueden haber pasado desapercibidos en grabaciones de menor resolución, permitiendo una mayor perfección y refinamiento en su trabajo.

## Servicios de streaming
Desde 2014, ciertos servicios de streaming de música como Tidal, Amazon Music, Deezer y Apple Music ofrecen la posibilidad de activar la reproducción de archivos de audio de alta resolución.